# Phrase complexe en hongrois
Pour un article plus général, voir Phrase complexe.
Cet article se limite à la syntaxe de la phrase complexe hongroise, traitant, dans la vision de la grammaire traditionnelle, des types de propositions coordonnées et de propositions subordonnées, des mots qui les introduisent, du mode des verbes dans les subordonnées, ainsi que des particularités de construction que présentent les phrases à subordonnée(s).

## Propositions coordonnées(Mellérendelt mondatok)
Entre les propositions coordonnées il n’y a aucun rapport hiérarchique, mais seulement logique et de contenu. Ce rapport peut être copulatif, adversatif, disjonctif, consécutif ou explicatif. Les propositions coordonnées peuvent être juxtaposées ou reliées entre elles par une conjonction.

### La coordination copulative(A kapcsolatos mellérendelés)
La coordination copulative relie entre elles des propositions dont les actions sont associées entre elles, simultanées ou se succédant.
Les propositions copulatives sont souvent juxtaposées, surtout quand il y en a plus de deux. Dans ce cas, sont juxtaposées les autres que les deux dernières : A lány szép, van munkája és főzni is tud « La fille est belle, elle a du travail et elle sait aussi cuisiner ».
Les conjonctions copulatives reliant des propositions sont les suivantes :
- és « et », avec la variante s : Belépett a szobába, (é)s leült[2] « Il/Elle est entré(e) dans la pièce et s’est assis(e) » ;
- majd « puis » : Megebédeltünk, majd lepihentünk « Nous avons déjeuné, puis nous sommes allé(e)s nous reposer » ;
- meg : « et » : Esik az eső, meg fúj a szél « Il pleut et il vente » Én mérnök vagyok, ő meg újságíró « Moi, je suis ingénieur et lui/elle journaliste » ;
- pedig « et » : Én mosogattam, a feleségem pedig a barátnőjével beszélgetett « Moi, je faisais la vaisselle et ma femme causait avec sa copine » (toujours après le mot auquel elle se réfère) ;
- is « aussi, également » : Gábor magyar, Gyula is az « Gábor est Hongrois, Gyula aussi » (après le mot auquel elle se réfère) ;
- se(m) « et … non plus » : A munkások elmentek, a titkárnő se(m) dolgozik « Les ouvriers sont partis et la secrétaire non plus ne travaille pas » ;
- se « non plus » : Én itthon maradok, te se menj sehová! « Moi, je reste à la maison, ne sors pas toi non plus ! » (Le verbe de la deuxième proposition étant à l’impératif, on ne peut pas utiliser la forme sem[3].) ;
- (úgy)szintén « et … de même » : Az apám Ausztráliában él, a nagybácsim (úgy)szintén « Mon père vit en Australie, et mon oncle de même » (après le mot auquel elle se réfère) ;
- sőt « et même » : Befejeztem a cikket, sőt már ki is nyomtattam « J’ai fini l’article et je l’ai même imprimé » ;
- is …, is « et … aussi » : A szél is fúj, az eső is esik « Il vente et il pleut aussi » ;
- sem …, sem « ni … ni » : Pista sem jött el, Jóska sem telefonált « Ni Pista n’est venu ni Jóska n’a téléphoné » ;
- se …, se « et … non plus » : Itt se maradj, oda se menj! « Ne reste pas ici, et ne va pas là-bas non plus ! » (avec des verbes à l’impératif) ;
- nemcsak …, hanem … is « non seulement …, mais aussi » : A regényt nemcsak ismerni kell, hanem idézni is kell belőle « Il faut non seulement connaître le roman, mais aussi en donner des citations » ;
- egyrészt …, másrészt « d’une part …, d’autre part » : Egyrészt örülök, hogy letettem a vizsgát, másrészt sajnálom, hogy nem kaptam jobb osztályzatot « D’une part je suis content(e) d’avoir été admis(e) à l’examen, d’autre part je regrette de ne pas avoir eu une meilleure note » ;
- hol …, hol « tantôt …, tantôt » : Hol sakkoztunk, hol fociztunk « Tantôt on faisait une partie d’échecs, tantôt on jouait au football ».

### La coordination adversative(Az ellentétes mellérendelés)
Les propositions coordonnées ainsi s’opposent l’une à l’autre du point de vue logique. Conjonctions :
- de « mais » : Meleg van, de hamar meg lehet szokni « Il fait chaud mais on s’y habitue vite » ;
- pedig « et pourtant » : Időben megérkeztem, pedig nagy volt a forgalom « Je suis arrivé(e) à l’heure, et pourtant le trafic était intense » ;
- ellenben « par contre » : Péter rendszeresen felhív, te ellenben soha nem jelentkezel « Péter m’appelle régulièrement ; toi, par contre, tu ne te manifestes jamais » ;
- ennek ellenére « malgré cela » : Egész nap esett az eső, ennek ellenére elég meleg volt « Il a plu toute la journée ; malgré cela il a fait assez chaud » ;
- viszont :

– au sens « en revanche » : Kenyeret nem kaptam, viszont vettem egy üveg bort « Je n’ai pas trouvé de pain, en revanche j’ai acheté une bouteille de vin » ;
– au sens « alors que » : Én szeretem Évát, ő viszont utál engem « Moi, j’aime Éva, alors qu’elle me déteste » (après le mot auquel elle se réfère) ;
- azonban « mais » : Angliában már voltam, Svédországot azonban nem ismerem « Je suis déjà allé(e) en Angleterre, mais la Suède, je ne la connais pas » (possible après le mot auquel elle se réfère) ;
- csakhogy « seulement » : Jó lenne egy kicsit sétálni, csakhogy vihar fenyeget « Ce serait bon de se promener un peu, seulement l’orage menace » ;
- mégis « cependant » : Nem volt jegyem, mégis bejutottam a koncertre « Je n’avais pas de billet, cependant j’ai réussi à entrer au concert » ;
- mégsem « mais … quand même pas » : Volt jegyem, mégsem sikerült bejutnom a koncertre « J’avais un billet mais je n’ai quand même pas réussi à entrer au concert » ;
- nem …, hanem « non …, mais » : A gyerekek nem a nagyszüleiknél vannak, hanem külföldön utaznak « Les enfants ne sont pas chez leurs grands-parents mais ils voyagent à l’étranger » ;
- ne …, hanem « ne … pas, mais » : Ma ne dolgozz, hanem pihenj egy kicsit! « Ne travaille pas aujourd’hui, mais repose-toi un peu » (avec des verbes à l’impératif).

La proposition adversative peut aussi être juxtaposée : Mondani könnyű, megtenni nehéz « Facile à dire, difficile à faire ».

### La coordination disjonctive(A választó mellérendelés)
Le rapport disjonctif associe des propositions qui s’excluent réciproquement, étant connectées par les conjonctions :
- vagy (pedig) « ou » : Megjavíttatom az autómat, vagy (pedig) veszek egy újat « Je fais réparer ma voiture ou j’en achète une neuve » ;
- vagy …, vagy « ou bien …, ou bien » : Vagy tévét nézünk, vagy rádiót hallgatunk « Ou bien nous regardons la télévision, ou bien nous écoutons la radio » ;
- akár …, akár « soit …, soit » : Akár metrón megy, akár taxiba száll, fél órán belül ott lehet « Soit vous y allez en métro, soit vous prenez un taxi, vous pouvez y être dans une demi-heure ».

### La coordination consécutive(A következtető mellérendelés)
La proposition coordonnée de manière consécutive présente une action comme la conséquence de celle de la proposition précédente. Ses conjonctions sont :
- ezért « c’est pourquoi, voilà pourquoi » : Egész éjszaka dolgoztam, ezért nagyon fáradt vagyok « J’ai travaillé toute la nuit, c’est pourquoi je suis très fatigué(e) » ;
- tehát « donc » : Imre megbetegedett, tehát nem jöhet velünk « Imre est tombé malade, il ne peut donc pas venir avec nous » ;
- így « et (ainsi) » : Tegnap későn feküdtem le, így ma álmos vagyok « Hier je me suis couché(e) tard, et (ainsi) j’ai sommeil aujourd’hui » ;
- következésképpen « par conséquent » : Nincs itt a kabátja, következésképpen már elment « Son manteau n’est pas là ; par conséquent, il/elle est déjà parti(e) ».

### La coordination explicative(A magyarázó mellérendelés)
La proposition ainsi coordonnée peut être de deux types :
- proposition qui explique par une cause le contenu de la proposition qu’elle suit, reliée à celle-ci par les conjonctions :
  - ugyanis « car » : Kabát nélkül járnak az emberek, ugyanis jó idő van « Les gens ne portent pas de manteaux, car il fait beau » ;
  - úgyis « de toute façon » : Nem kell sietnünk, úgyis odaérünk « Nous ne devons pas nous dépêcher ; nous y arriverons de toute façon » ;
  - úgysem « de toute façon, en aucune façon » : Nem kell sietnünk, úgysem érünk oda « Ce n’est pas la peine de nous dépêcher ; de toute façon, nous n’y arriverons pas » ;
  - hisz(en) « en effet » : Nyugodtan alhatok délig, hisz(en) semmi dolgom « Je peux dormir tranquille jusqu’à midi ; en effet, je n’ai rien à faire » ;
  - tudniillik « car » : Zsuzsánál mindig van könyv, tudniillik nagyon szeret olvasni « Zsuzsa a toujours un livre sur elle, car elle aime beaucoup lire ».

- proposition qui explique en d’autres termes, par une précision ou par une correction, le contenu de la proposition qu’elle suit, reliée à celle-ci par les conjonctions :
  - azaz « c’est-à-dire » : A háború alatt, azaz a negyvenes években születt « Il/Elle est né(e) pendant la guerre, c’est-à-dire dans les années 40 » ;
  - vagyis « c’est-à-dire » : A lányok elég jól kijönnek egymással, vagyis nem veszekednek « Les filles s’entendent assez bien, c’est-à-dire elles ne se disputent pas » ;
  - illetve « ou plutôt » : Nem akar, illetve nem mer szólni « Il/Elle ne veut pas, ou plutôt il/elle n’ose pas parler ».

## Propositions subordonnées(Mellékmondatok)
Haader 1999 prend en compte les types suivants de subordonnées :
| Terme hongrois                            | Traduction du terme hongrois                | Correspondant dans la grammaire traditionnelle française                      |
| ----------------------------------------- | ------------------------------------------- | ----------------------------------------------------------------------------- |
| Alanyi mellékmondat                       | Subordonnée sujet                           | Subordonnée sujet                                                             |
| Állítmányi mellékmondat                   | Subordonnée prédicat                        | Subordonnée attribut                                                          |
| Tárgyi mellékmondat                       | Subordonnée objet                           | Subordonnée complément d’objet direct                                         |
| Határozói mellékmondatok :                | Subordonnées compléments :                  | Subordonnées circonstancielles et subordonnées compléments d’objet indirect : |
| – helyhatározói mellékmondat              | – subordonnée complément de lieu            | – subordonnée circonstancielle de lieu                                        |
| – időhatározói mellékmondat               | – subordonnée complément de temps           | – subordonnée circonstancielle de temps                                       |
| – számhatározói mellékmondat              | – subordonnée complément numérique          | – catégorie de subordonnée circonstancielle de manière                        |
| – állapothatározói mellékmondat           | – subordonnée complément d’état             | – catégorie de subordonnée circonstancielle de manière                        |
| – eredethatározói mellékmondat            | – subordonnée complément d’origine          | – catégorie de subordonnée complément d’objet indirect                        |
| – eredményhatározói mellékmondat          | – subordonnée complément de résultat        | – catégorie de subordonnée complément d’objet indirect                        |
| – társhatározói mellékmondat              | – subordonnée complément d’accompagnement   | – subordonnée circonstancielle d’accompagnement                               |
| – módhatározói mellékmondat               | – subordonnée complément de manière         | – subordonnée circonstancielle de manière                                     |
| – okhatározói mellékmondat                | – subordonnée complément de cause           | – subordonnée circonstancielle de cause                                       |
| – célhatározói mellékmondat               | – subordonnée complément de but             | – subordonnée circonstancielle de but                                         |
| – tekintethatározói mellékmondat          | – subordonnée complément de relation        | – catégorie de subordonnée complément d’objet indirect                        |
| – fok-mérték határozói mellékmondat       | – subordonnée complément de degré/mesure    | – catégorie de subordonnée circonstancielle de conséquence                    |
| – fok-mérték határozói mellékmondat       | – subordonnée complément de degré/mesure    | – catégorie de subordonnée circonstancielle de manière                        |
| – eszközhatározói mellékmondat            | – subordonnée complément de moyen           | – subordonnée circonstancielle de moyen                                       |
| – eszközhatározói mellékmondat            | – subordonnée complément de moyen           | – subordonnée complément d’agent                                              |
| – részeshatározói mellékmondat            | – subordonnée complément d’attribution      | – catégorie de subordonnée complément d’objet indirect                        |
| – hasonlító határozói mellékmondat        | – subordonnée complément de comparaison     | – subordonnée circonstancielle de comparaison                                 |
| – állandó határozói mellékmondat          | – subordonnée complément permanent          | – catégorie de subordonnée complément d’objet indirect                        |
| Sajátos jelentéstartalmú mellékmondatok : | Subordonnées à contenu sémantique spécial : | Subordonnées circonstancielles :                                              |
| – következményes mellékmondat             | – subordonnée consécutive                   | – subordonnée circonstancielle de conséquence                                 |
| – feltételes mellékmondat                 | – subordonnée conditionnelle                | – subordonnée circonstancielle de condition                                   |
| – megengedő mellékmondat                  | – subordonnée concessive                    | – subordonnée circonstancielle de concession                                  |
| – hasonlító mellékmondat                  | – subordonnée comparative                   | – catégorie de subordonnée circonstancielle de comparaison                    |
| Jelzői mellékmondat                       | Subordonnée épithète                        | Subordonnée relative                                                          |

Le plus souvent, en hongrois, la proposition principale contient un mot qui anticipe ou, plus rarement, reprend la proposition subordonnée, celle-ci ayant la fonction de le compléter. La fonction syntaxique de la subordonnée est, en général, considérée comme étant la même que celle de son antécédent. Celui-ci peut être :
- un pronom démonstratif d’éloignement : Te vagy az, akiben soha nem csalódtam « Tu es celle qui ne m’as jamais déçu(e) » ;
- un adverbe pronominal démonstratif d’éloignement : Ott találkozzunk, ahol a hatos villamos megáll « Retrouvons-nous là où s’arrête le tramway ligne 6 » ;
- un pronom personnel formé à partir d’un suffixe casuel[7] : Bízom benne, hogy nem felejtenek el « J’espère qu’on ne m’oubliera pas » Ce type d’antécédent peut être remplacé par le pronom démonstratif az : Bízom abban, hogy nem felejtenek el.

L’antécédent peut parfois être sous-entendu. S’il est tout de même utilisé dans ce cas, c’est pour mettre la subordonnée en relief : Igazán érdekes (az), amit mondasz « C’est vraiment intéressant, ce que tu dis ». Mais le plus souvent il doit être exprimé : Abból él, hogy hárfaórákat ad « Il/Elle vit de leçons de harpe » (littéralement, « … de ce qu’il/elle donne des leçons … »).
La question à laquelle répond la subordonnée n’est que l’un des critères pour établir son espèce. Quand il y a un antécédent exprimé ou qui peut être sous-entendu, l’espèce de subordonnée dépend du cas auquel est l’antécédent. Ainsi, dans une phrase comme Akkorát kiáltott, hogy zengett bele a ház « Il/Elle a poussé un cri tel, que la maison a retenti », la subordonnée est considérée comme objet à valeur de complément de mesure, parce qu’elle complète l’antécédent akkorát, qui est à l’accusatif, le cas exclusif de l’objet.
Le subordonnant (le mot qui introduit la subordonnée) peut être :
- une conjonction : Azt mondja, hogy eljön « Il/Elle dit qu’il/elle viendra » ;
- un pronom relatif : Az a sofőrünk, aki a busz mellett áll « Notre chauffeur est celui qui se tient à côté du bus » ;
- un adverbe pronominal interrogatif : Nem tudom, mit csináljak « Je ne sais pas quoi faire ».

La conjonction hogy est facultative avec un autre subordonnant : Nem tudom, (hogy) mit csináljak « Je ne sais pas quoi faire », Szeretném, (hogy) ha elvinnétek a hídig « Je voudrais que vous m’emmeniez jusqu’au pont ». Elle peut parfois être omise même quand elle introduit seule la subordonnée : Azt mondja, (hogy) eljön « Il/Elle dit qu’il/elle viendra ».
La subordonnée suit la principale quand elle n’est pas mise en relief : Az világos, hogy Péter igazat mond « Il est clair que Péter dit la vérité » vs. Hogy Péter igazat mond, az világos « Que Péter dise la vérité, c’est clair ». Les deux propositions peuvent aussi être entrelacées : Az, hogy Péter igazat mond, világos (la subordonnée entre l’antécédent et le verbe de la principale), Péter, világos hogy igazat mond « Péter, c’est clair qu’il dit la vérité » (la principale entre le sujet et le reste de la subordonnée).

### La subordonnée sujet(Az alanyi mellékmondat)
Antécédents : az, ugyanaz, olyan, annyi, úgy.
Subordonnants : aki, ami, hogy, ha.
Exemples :
- avec antécédent exprimé obligatoirement :

Az száll fel a buszra, akinek van jegye « Ne montent dans le bus que ceux qui ont leurs tickets » (litt. « Celui-là monte dans le bus qui a un ticket ») ;
Ugyanaz érdekel engem is, ami téged « Ce qui m’intéresse, c’est ce qui t’intéresse toi aussi » (litt. « Le même m’intéresse moi aussi que toi ») ;
Olyanok jelentkeztek, akik nem rendelkeztek gyakorlattal « Il s’est présenté des gens qui n’avaient pas d’expérience » (litt. « De ceux-là se sont présentés qui … ») ;
Annyi termett, hogy nem tudtuk betakarítani « La récolte a été tellement riche, que nous n’avons pas pu la ramasser » (litt. « Tant s’est produit, que nous n’avons pas pu le récolter ») ;
- avec antécédent pouvant être sous-entendu : Nem zavarja (az), ha kinyitom az ablakot? « Ça ne vous dérange pas si j’ouvre la fenêtre ? » ;
- avec des nuances de sens différentes en fonction de la présence ou de l’absence de l’antécédent :

Úgy látszik, (hogy) megsértődött « Apparemment, il/elle s’est vexé(e) » [litt. « Ainsi se voit (que) s’est vexé »] – Látszik, hogy megsértődött « On voit qu’il/elle s’est vexé(e) » ;
Fontos az, hogy elvégezzétek az egyetemet « L’important, c’est que vous finissiez vos études supérieures » – Fontos, hogy elvégezzétek az egyetemet « Il est important que vous finissiez vos études supérieures ».
Mode du prédicat : indicatif (tous les exemples, sauf le dernier), impératif (le dernier exemple).

### La subordonnée prédicat(Az állítmányi mellékmondat)
Ce type de subordonnée correspond en principe à la subordonnée attribut des grammaires du français.
Antécédents : az, azé, olyan, annyi, akkora.
Subordonnants : aki, ami, amilyen, hogy, mint.
Exemples :
Az édesapám az, akiben megbízom. « C’est mon père celui en qui j’ai confiance » ;
A kisfiú nem azé, aki felnevelte « Le petit garçon n’est pas à celui/celle qui l’a élevé » ;
Amilyen az apa, olyan a fia « Tel père, tel fils » (litt. « Comme le père, tel le fils ») ;
Annyi volt a jutalom, mint amennyit vártam « La récompense a été celle que j’attendais » (litt. « Tant a été la récompense que tant que j’attendais ») ;
Akkora volt a hó, hogy leállt a közlekedés « La neige était telle, que la circulation s’est arrêtée » (litt. « Tellement grande était la neige, que … ») ;
Az lesz a te ajándékod, ami a kis dobozban van « Ton cadeau sera ce qui est dans la petite boîte » (litt. « Celui-là sera ton cadeau, qui est … ») ;
Az a célom, hogy orvosi diplomát szerezzek « Mon but est d’obtenir mon diplôme de médecin » (litt. « Celui-là est mon but, que j’obtienne un diplôme … »).
Mode du prédicat : indicatif (tous les exemples, sauf le dernier), impératif (le dernier exemple).

### La subordonnée objet(A tárgyi mellékmondat)
Ce type de subordonnée correspond, en grammaire française, à celle appelée subordonnée complément d’objet direct.
Antécédents : azt, ugyanazt, mindazt, olyat, annyit, akkorát. Si le verbe régent est lát « voir », hall « entendre », érez « sentir » ou gondol « penser », l’antécédent peut être úgy, atypique pour la subordonnée objet.
Subordonnants : aki, ami, ha, hogy, mint.
Exemples :
- avec antécédent exprimé obligatoirement :

Azokat várjuk, akikkel kirándulni szoktunk « Nous attendons ceux avec qui nous avons l’habitude de faire des excursions » ;
Ugyanazt akarom, amit te « Je veux la même chose que toi » ;
Olyat mondott, hogy azonnal meg is bánta « Il a dit une chose qu’il a regretté tout de suite » ;
Annyit ért hozzá, mint tyúk az ábécéhez « Il/Elle s’y entend comme à ramer des choux » (litt. « Tant il/elle s’y entend que la poule en alphabet  ») ;
Akkorát kiáltott, hogy zengett bele a ház « Il/Elle a poussé un cri tel, que la maison a retenti » ;
- avec antécédent pouvant être sous-entendu :

Megtettem (azt), amit kellett « J’ai fait ce qu’il fallait » ;
(Úgy) hallottuk, (hogy) vasárnap koncert lesz « Nous avons entendu dire que dimanche il y aurait un concert » ;
Nem szeretem (azt), ha munka közben zavarnak « Je n’aime pas qu’on me dérange pendant que je travaille ».
Mode du prédicat : indicatif (les exemples ci-dessus), impératif : A szüleim megengedték, hogy elutazzak « Mes parents m’ont permis de partir en voyage » (litt. « … ont permis que je parte … »).

### Subordonnées compléments(Határozói mellékmondatok)

#### La subordonnée complément de lieu(A helyhatározói mellékmondat)
Antécédents :
- un adverbe pronominal exprimant le lieu : ott « là », oda « là » (avec un verbe de mouvement) onnan « de là », arra « par là », addig « jusque là », etc. ;
- le démonstratif az avec des suffixes casuels ou des postpositions exprimant le lieu : abban « dans celui/celle », abból « de celui/celle », addig « jusqu’à celui/celle », arra « par celui/celle », arról « depuis celui/celle », azon « sur celui/celle », az alatt « sous celui/celle », etc.

Il y a un subordonnant spécifique pour chaque antécédent, mais on peut aussi combiner des antécédents avec des subordonnants qui ne leur sont pas spécifiques. On peut utiliser comme subordonnants :
- des adverbes pronominaux relatifs exprimant le lieu : ahol « où », ahova « où » (avec un verbe de mouvement), amerre « par où », ameddig « jusqu’où », etc. ;
- des pronoms relatifs à suffixes casuels ou à postpositions exprimant le lieu : amiben « dans lequel/laquelle », amelyen « sur lequel/laquelle », amelyik után « après lequel/laquelle », etc.

Exemples :
Ott élünk, ahol a barátaink « Nous vivons là où vivent nos amis » ;
Oda tedd, ahonnan kivetted! « Mets-le/la/les là d’où tu l’/les as sorti(e)(s) ! » ;
Ti is arra mentek, amerre Péter ? « Vous allez dans la même direction que Péter ? » (litt. « Vous aussi, vous allez par là par où va Péter ? »)

#### La subordonnée complément de temps(Az időhatározói mellékmondat)
L’antécédent de cette subordonnée est en général un adverbe pronominal de temps : akkor « au moment », azóta « depuis le moment », addig « jusqu’au moment », azelőtt « avant cela », azután « après cela », aközben « pendant cela », azalatt « pendant cela ». On peut aussi construire des phrases à subordonnée de temps sans antécédent.
Le subordonnant de ce type de proposition est d’habitude un adverbe relatif correspondant à l’antécédent : amikor « quand, où », amióta « depuis que », ameddig/amig « jusqu’à quand », mielőtt « avant que », miután « après que », miközben « pendant que », mialatt « pendant que ».
Le rapport temporel entre la subordonnée et la principale peut être :
- de simultanéité : Akkor mondta, amikor találkoztunk « Il/Elle me l’a dit quand nous nous sommes rencontré(e)s » ;
- d’antériorité (le procès de la subordonnée se situe avant celui de la principale) : Azóta beteg, amióta megfürdött a hideg folyóban « Il/Elle est malade depuis qu’il/elle s’est baigné(e) dans la rivière glacée » ;
- de postériorité (le procès de la subordonnée se situe après celui de la principale) : Azelőtt hívtam fel telefononon, mielőtt elmentem hozzá « Je lui ai téléphoné avant d’aller chez lui/elle » (litt. « Avant cela je lui ai téléphoné, avant que je suis allé(e) chez lui/elle »).

Remarque : Quand on place une proposition introduite par mielőtt, miután ou miközben devant la principale, on omet l’antécédent : Mielőtt elmentem hozzá, felhívtam telefonon « Avant d’aller chez lui/elle, je lui ai téléphoné ».

#### La subordonnée complément numérique(A számhatározói mellékmondat)
Cette espèce de subordonnée complète le complément numérique d’un verbe de la principale, exprimant la dépendance de la fréquence de répétition du procès de la principale de la fréquence de répétition du procès de la subordonnée.
| Antécédent | Subordonnant | Exemple                                                           | Traduction |
| ---------- | ------------ | ----------------------------------------------------------------- | --- |
| annyiszor  | ahányszor    | Annyiszor hallgattam a szemrehányásait, ahányszor találkoztunk    | « J’ai écouté ses reproches autant de fois que nous nous sommes rencontré(e)s » (litt. « Autant de fois j’ai écouté ses reproches, que de fois nous nous sommes rencontré(e)s ») |
| annyiszor  | valahányszor | Annyiszor hallgattam a szemrehányásait, valahányszor találkoztunk | « J’écoutais ses reproches toutes les fois que nous nous rencontrions » |
| annyiszor  | hogy         | Annyiszor hazudott, hogy már nem tudok hinni neki                 | « Il/Elle m’a menti tant de fois, que je ne peux plus le/la croire » |

Avec la conjonction hogy, la subordonnée a une nuance consécutive.

#### La subordonnée complément d’état(Az állapothatározói mellékmondat)
Ce type de subordonnée contient un procès qui exprime ou influence l’état de la chose ou de l’être dénommés par le sujet ou l’objet de la principale.
| Antécédent | Subordonnant | Exemple                                        | Traduction |
| ---------- | ------------ | ---------------------------------------------- | --- |
| úgy        | hogy         | Úgy szárad a ruha, hogy a kötélre teregetik ki | « Le linge sèche étendu sur la corde » (litt. « Ainsi sèche le linge, qu’on l’étend sur la corde »)               |
| úgy        | ahogy(an)    | Semmi sincs úgy, ahogy ma látszik              | « Rien n’est comme ça se voit aujourd’hui »                                                                       |
| úgy        | mint         | Úgy néz ki, mint egy kísértet                  | « Il/Elle a l’aspect d’un fantôme » (litt. « Ainsi il/elle apparaît, comme un fantôme »)                          |
| úgy        | mintha       | Úgy érzem magam, mintha repülőgépen ülnék      | « Je me sens comme si j’étais dans un avion » (litt. « Ainsi je me sens, comme si … »)                            |
| anélkül    | hogy         | Anélkül ment el, hogy átöltözött volna         | « Il/Elle est parti(e) sans se changer » (litt. « Sans cela il/elle est parti(e), qu’il/elle se soit changé(e) ») |

#### La subordonnée complément d’origine(Az eredethatározói mellékmondat)
Cette subordonnée complète un antécédent ayant la fonction de complément d’origine dans la principale.
| Antécédent | Subordonnant | Exemple                                              | Traduction |
| ---------- | ------------ | ---------------------------------------------------- | --- |
| abból      | ami          | A gyűrűm is abból van, amiből a nyakláncom           | « Ma bague aussi est faite de ce qu’est fait mon collier »                                                                                                  |
| abból      | aki          | Aki jó szolga nem volt, nem lesz abból jó úr         | « Celui qui n’a pas été un bon serviteur ne sera pas un bon maître » (litt. « Qui n’a pas été un bon serviteur, de celui-là il ne sera pas un bon maître ») |
| abból      | hogy         | Kovács úrnak nincs haszna abból, hogy segít másoknak | « Monsieur Kovács ne profite pas de ce qu’il aide les autres »                                                                                              |

#### La subordonnée complément de résultat(Az eredményhatározói mellékmondat)
Cette espèce de subordonnée complète un antécédent ayant la fonction de complément de résultat dans la principale.
| Antécédent         | Subordonnant | Exemple                                        | Traduction |
| ------------------ | ------------ | ---------------------------------------------- | --- |
| azzá               | ami          | Alakítsa át ezt az üzletet azzá, amivé akarja! | « Transformez ce magasin en ce que vous voulez ! »                                                             |
| olyanná            | amilyen      | Olyanná vált, amilyenné nem kellett volna      | « Il/Elle est devenu(e) comme il/elle n’aurait pas dû » (litt. « Tel(le) il/elle est devenu(e), que … »)       |
| olyanra / akkorára | mint         | Olyanra / Akkorára nőtt, mint az apja          | « Il/Elle est devenu(e) aussi grand(e) que son père » (litt. « Aussi grand(e) il/elle a grandi, que son père » |

#### La subordonnée complément d’accompagnement(A társhatározói mellékmondat)
| Antécédent  | Subordonnant | Exemple                                                  | Traduction |
| ----------- | ------------ | -------------------------------------------------------- | --- |
| azzal/avval | aki          | Nem tudtam beszélni azzal, akivel kellett volna          | « Je n’ai pas pu parler avec qui j’ai voulu » (litt. « … avec celui, avec qui … »)                                      |
| olyannal    | aki          | Olyannal ne menj szórakozni, aki túl kihívóan viselkedik | « Ne sors pas avec quelqu’un qui se comporte d’une façon trop extravagante » (litt. « Avec un tel ne sors pas, qui … ») |

#### La subordonnée complément de manière(A módhatározói mellékmondat)
| Antécédent | Subordonnant | Exemple                                  | Traduction |
| ---------- | ------------ | ---------------------------------------- | --- |
| anélkül    | hogy         | Anélkül ment el, hogy köszönt volna      | « Il/Elle est parti(e) sans saluer » (litt. « Sans cela il/elle est parti(e), qu’il/elle aurait salué »)         |
| aszerint   | ahogy(an)    | Aszerint járt el, ahogy a főnöke előírta | « Il/Elle a agi comme son chef le lui a indiqué » (litt. « Selon cela il/elle a agi, comme … »)                  |
| úgy        | ahogy(an)    | Úgy csináld, ahogy mondtam!              | « Fais-le comme je te l’ai dit ! » (litt. « Ainsi fais-le, comme j’ai dit ! »)                                   |
| úgy        | mint         | Úgy megy, mint aki karót nyelt           | « Il/Elle marche comme s’il/elle avait avalé un piquet » (litt. « Ainsi il/elle marche, comme quelqu’un qui … ») |

Remarques :
1. Les subordonnées introduites par anélkül ont le prédicat au conditionnel.
2. Le dernier exemple a un sens comparatif.

#### La subordonnée complément de cause(Az okhatározói mellékmondat)
| Antécédent | Subordonnant | Exemple                                              | Traduction |
| ---------- | ------------ | ---------------------------------------------------- | --- |
| azért      | mert         | Azért ilyen nagy a forgalom, mert péntek délután van | « Le trafic est si intense que cela, parce que c’est vendredi après-midi » (litt. « Pour cela est si intense le trafic, parce que … ») |
| azért      | mivel        | Azért vettem fel a kabátomat, mivel hideg volt       | « J’ai mis mon manteau, parce qu’il faisait froid » (litt. « Pour cela …, parce que … »)                                               |
| amiatt     | hogy         | Ne nyugtalankodjon amiatt, hogy még nincsenek itt    | « Ne vous inquiétez pas de ce qu’ils/elles ne soient pas encore là »                                                                   |

Il y a aussi des phrases où la présence de l’antécédent de la causale est facultative [(Azért) nagy a forgalom, mert péntek délután van]. Il est à omettre si la subordonnée introduite par mivel est placée devant la principale : Mivel hideg volt, felvettem a kabátomat « Parce qu’il faisait froid, j’ai mis mon manteau » Contrairement à la variante avec antécédent, le préfixe verbal reprend sa place habituelle.

#### La subordonnée complément de but(A célhatározói mellékmondat)
| Antécédent | Subordonnant | Exemple                                          | Traduction |
| ---------- | ------------ | ------------------------------------------------ | --- |
| azért      | hogy         | Azért ült ki az erkélyre, hogy ne zavarja a füst | « Il/Elle s’est assis(e) au balcon pour que la fumée ne le/la dérange pas » (litt. « Pour cela il/elle s’est assis(e) …, pour que … ») |

On peut construire la subordonnée de but sans antécédent aussi : Kiült az erkélyre, hogy ne zavarja a füst.
Le prédicat de cette subordonnée est toujours à l’impératif ayant la valeur du subjonctif français, mais si son sujet est le même que celui de la principale, la subordonnée peut être transformée en complément de but à l’infinitif : Azért mentem a piacra, hogy vásároljak (litt. « Pour cela je suis allé(e) au marché, que je fasse des courses ») → Vásárolni mentem a piacra « Je suis allé(e) au marché pour faire des courses ».

#### La subordonnée complément de relation(A tekintethatározói mellékmondat)
| Antécédent   | Subordonnant | Exemple                                                            | Traduction                                                                        |
| ------------ | ------------ | ------------------------------------------------------------------ | --------------------------------------------------------------------------------- |
| annyiban     | hogy         | Annyiban változott a helyzet, hogy van kocsink                     | « La situation a changé dans le sens que nous avons une voiture »                 |
| ahhoz képest | hogy         | A munka nagyon jó volt ahhoz képest, hogy milyen keveset kért érte | « Le travail a été très bien fait par rapport à la petite somme qu’il a demandé » |

#### La subordonnée complément de degré/mesure(A fok-mérték határozói mellékmondat)
Cette subordonnée complète un antécédent ayant la fonction de complément de degré/mesure dans la principale.
| Antécédent         | Subordonnant | Exemple                                                        | Traduction                                                                       |
| ------------------ | ------------ | -------------------------------------------------------------- | -------------------------------------------------------------------------------- |
| úgy                | hogy         | Gabi úgy fél ettől a kutyától, hogy nem mer bemenni az udvarra | « Gabi craint tant ce chien, qu’il n’ose pas entrer dans la cour »               |
| úgy                | mintha       | Úgy szeretem, mintha a testvérem lenne                         | « Je l’aime comme s’il était mon frère » (litt. « Ainsi je l’aime, comme si … ») |
| annyira            | hogy         | Annyira megijedtem, hogy majdnem elszaladtam                   | « J’ai pris tellement peur, que j’ai failli m’enfuir »                           |
| annyival           | amennyivel   | Ez a kabát annyival drágább a másiknál, amennyivel jobb.       | « Ce manteau est d’autant plus cher que l’autre, qu’il est meilleur »            |
| olyan / olyannyira | hogy         | Olyannyira szemtelen, hogy azt már nem lehet elviselni         | « Il/Elle est tellement insolent(e), qu’on ne peut plus le supporter »           |

#### La subordonnée complément de moyen(Az eszközhatározói mellékmondat)
| Antécédent  | Subordonnant | Exemple                                          | Traduction                                                                                  |
| ----------- | ------------ | ------------------------------------------------ | ------------------------------------------------------------------------------------------- |
| azzal/avval | ami          | Azzal írtam, amit az asztalon találtam           | « J’ai écrit avec ce que j’ai trouvé sur la table » (litt. « Avec cela j’ai écrit, que … ») |
| azzal/avval | aki          | Azzal javíttattam meg a TV-t, akit te ajánlottál | « J’ai fait réparer le téléviseur par celui que tu m’as recommandé »                        |

#### La subordonnée complément d’attribution(A részeshatározói mellékmondat)
Ce type de subordonnée correspond en général à celle des subordonnées compléments d’objet indirect de la grammaire française qui répond à la question « à qui ».
| Antécédent | Subordonnant | Exemple                            | Traduction                                        |
| ---------- | ------------ | ---------------------------------- | ------------------------------------------------- |
| annak      | aki          | Annak írok, akiről tegnap meséltem | « J’écris à celui/celle dont je t’ai parlé hier » |

#### La subordonnée complément de comparaison(A hasonlító határozói mellékmondat)
Cette espèce de subordonnée complète l’antécédent complément de comparaison d’un adjectif ou d’un adverbe au degré comparatif de la principale. Elle est considérée comme différente de la subordonnée comparative.
| Antécédent | Subordonnant | Exemple                                            | Traduction |
| ---------- | ------------ | -------------------------------------------------- | --- |
| annál      | mennél       | Mennél magasabb a nap, annál rövidebb árnyékot vet | « Plus le soleil est haut, plus les ombres sont courtes »                                                                                  |
| annál      | hogy         | Okosabb annál, hogy ilyet csináljon                | « Il/Elle est trop intelligent(e) pour faire une chose pareille » (litt. « Il/Elle est plus intelligent(e) que cela, qu’il/elle fasse … ») |
| azoknál    | akik         | Attila jobb volt azoknál, akik ellen versenyezett  | « Attila a été meilleur que ceux contre qui il a participé au concours »                                                                   |

Elle se construit souvent sans antécédent : Péter nem gazdagabb, mint a szülei voltak « Péter n’est pas plus riche que l’étaient ses parents ».

#### La subordonnée complément permanent(Az állandó határozói mellékmondat)
Ce type de subordonnée complète un antécédent ayant la fonction de complément permanent (appelé aussi asémantique) d’un adjectif, d’un verbe ou d’une forme nominale de verbe. Son antécédent est un pronom démonstratif d’éloignement, son subordonnant étant la conjonction hogy ou un pronom relatif. Le plus souvent, cette subordonnée correspond dans les grammaires du français à une subordonnée complément d’objet indirect. Exemples :
Attól félek, hogy túl kevés időnk maradt « Je crains qu’il nous soit resté trop peu de temps » (litt. « De cela j’ai peur que … ») ;
Arra törekszem, hogy jó barátságban legyünk « Je m’évertue à ce que nous soyons bons amis » ;
Magda arra gondol, akivel tegnap ismerkedett meg « Magda pense à celui dont elle a fait la connaissance hier ».

### Subordonnées à contenu sémantique spécial(Sajátos jelentéstartalmú mellékmondatok)
Ces subordonnées complètent un constituant de la principale, mais ont aussi un contenu sémantique spécial (conséquence, condition, concession ou comparaison), c’est-à-dire qu’il y a un supplément sémantique qui vient se superposer au rapport grammatical. De plus, elles n’ont pas de compléments qui leur correspondent dans la phrase simple.

#### La subordonnée consécutive(A következményes mellékmondat)
Cette subordonnée exprime la conséquence du degré d’une qualité, d’une quantité ou d’un procès exprimés dans la principale.
| Antécédent | Subordonnant | Exemple                                          | Traduction |
| ---------- | ------------ | ------------------------------------------------ | --- |
| annyi      | hogy         | Annyi kenyér van, hogy elég lesz holnapra is     | « Il y a tant de pain, que ce sera assez pour demain aussi »                                                                              |
| annyira    | hogy         | Annyira szeretem, hogy az már fáj                | « Je l’aime tant, que ça me fait déjà mal »                                                                                               |
| olyan      | hogy         | Olyan szép, hogy nem tudom levenni róla a szemem | « Elle est si belle, que je ne peux pas détacher mon regard d’elle »                                                                      |
| úgy        | hogy         | Úgy megijedt, hogy benne akadt a szó             | « Il/Elle a pris peur au point de ne plus pouvoir parler » (litt. « Ainsi il/elle a pris peur, que la parole s’est bloquée en lui/elle ») |

#### La subordonnée conditionnelle(A feltételes mellékmondat)
Ce type de subordonnée exprime une circonstance constituant la condition de l’accomplissement du procès exprimé dans la principale. Elle peut avoir un antécédent (akkor « alors », abban az esetben « dans ce cas »), mais se construit souvent sans antécédent. Son subordonnant est ha « si » ou sa variante hogyha. La condition peut être de plusieurs natures, ce qui détermine la forme verbale des prédicats de la subordonnée et de la principale :
| Nature de la condition | Nature de la condition | Forme du prédicat de la subordonnée | Forme du prédicat de la principale | Exemple                                                 | Traduction                                                                                                |
| ---------------------- | ---------------------- | ----------------------------------- | ---------------------------------- | ------------------------------------------------------- | --- |
| condition réelle       | condition réelle       | tout temps de l’indicatif           | tout temps de l’indicatif          | Ha éhes vagyok, eszem valamit                           | « Si j’ai faim, je mange quelque chose »                                                                  |
| condition réelle       | condition réelle       | tout temps de l’indicatif           | tout temps de l’indicatif          | Mindig jól éreztem magam, ha a városban sétálhattam     | « Je me sentais toujours bien si je pouvais me promener en ville »                                        |
| condition réelle       | condition réelle       | indicatif présent/futur             | impératif                          | Ha lesz rá időd, (akkor) látogass meg!                  | « Si tu as le temps, rends-moi visite ! » (litt. « Si tu auras le temps, … »)                             |
| condition irréelle     | possible               | conditionnel présent                | conditionnel présent               | Ha megkapnám az ösztöndíjat, jövőre Amerikában tanulnék | « Si je recevais cette bourse, j’étudierais l’année prochaine en Amérique » (litt. « Si je recevrais … ») |
| condition irréelle     | impossible             | conditionnel présent                | conditionnel présent               | Ha ismernéd a barátnőmet, nem beszélnél így             | « Si tu connaissais ma copine, tu ne parlerais pas comme ça » (litt. « Si tu connaîtrais … »)             |
| condition irréelle     | impossible             | conditionnel passé                  | conditionnel passé                 | Ha tudtam volna, nem mentem volna be                    | « Si j’avais su, je ne serais pas entré(e) » (litt. « Si j’aurais su … »)                                 |
| condition irréelle     | impossible             | conditionnel passé                  | conditionnel présent               | Ha időben indultunk volna, már ott lennénk              | « Si nous étions parti(e)s à temps, nous y serions déjà » [litt. « Si nous serions parti(e)s … »]         |

À ce qu’on peut le constater, en hongrois la forme verbale du prédicat de la conditionnelle peut être la même que celle de la principale.

#### La subordonnée concessive(A megengedő mellékmondat)
Cette espèce de subordonnée exprime une circonstance en opposition avec le procès supposé de la principale, mais qui n’empêche pas l’accomplissement de ce procès. Elle n’a pas d’antécédent et s’introduit par les conjonctions bár, ámbár, habár, jóllehet, noha, ugyan, toutes ayant le sens « bien que » : Bár volt jegyem, nem jutottam be a stadionba « Bien que j’aie eu un billet, je n’ai pas réussi à entrer au stade » Elle existe aussi avec la construction ha + prédicat + is : Nem haragszom rád, ha hazudsz is « Je ne t’en veux pas, même si tu mens » Le prédicat de cette subordonnée peut être à l’indicatif ou au conditionnel.

#### La subordonnée comparative(A hasonlító mellékmondat)
Cette subordonnée est considérée comme différente de la subordonnée complément de comparaison. Elle complète le contenu de la principale en le comparant à quelque chose, ayant pour antécédents annyi « tant », olyan « tel(le)(s) », úgy « ainsi », et pour subordonnants mint « comme », mintha « comme si ». La combinaison de tout antécédent est possible avec tout subordonnant.
La subordonnée comparative est souvent incomplète :
- Úgy eltűnt, mint a kámfor « Il/Elle a disparu comme par magie » La phrase complète serait Úgy eltűnt, mint ahogy a kámfor tűnik el (litt. « Ainsi il/elle a disparu comme le camphre disparaît »).
- Annyira izgult, mint egy vizsgázó diák « Il/Elle avait un trac tel que celui d’un étudiant à l’examen » ; phrase complète : Annyira izgult, mint amennyire izgul egy vizsgázó diák (litt. « Tellement il/elle avait de trac, comme en a un étudiant à l’examen »).
- Olyanok voltunk, mint két testvér « Nous étions comme deux frères » ; phrase complète : Olyanok voltunk, mint amilyen két testvér[12]. (litt. « Nous étions tels que le sont deux frères »).

Exemple avec une subordonnée comparative complète : Olyan meleg van, mintha nyár lenne « Il fait tellement chaud, comme si c’était l’été ».

### La subordonnée relative(A jelzői mellékmondat)
Il y a deux catégories principales de cette subordonnée.
La subordonnée relative non-restrictive (nem korlátozó jelzői mellékmondat) remplit la fonction d’épithète d’un type de mot nominal de la principale, sans restreindre le sens du mot déterminé, mais seulement en ajoutant une information sur celui-ci. Elle est introduite par un pronom relatif ou par un adverbe pronominal, et sa place est après le mot déterminé : A rokonaim, akik szeretnek, mindig segítenek « Mes parents, qui m’aiment, m’aident toujours ».
La subordonnée relative restrictive (korlátozó jelzői mellékmondat) complète l’épithète d’un type de mot nominal de la principale. Cette épithète, obligatoirement exprimée, constitue l’antécédent de la subordonnée. Celle-ci est de plusieurs espèces :
- Subordonnée relative qualitative, avec deux sous-espèces :
  - qualificative, qui répond à la question milyen? « quel genre de ? » :

| Antécédent | Subordonnant | Exemple                                                                 | Traduction |
| ---------- | ------------ | ----------------------------------------------------------------------- | --- |
| olyan      | amilyen      | Olyan telefont vettem, amilyen neked van                                | « J’ai acheté un téléphone comme le tien » (litt. « J’ai acheté un tel téléphone comme tu en as »)                                  |
| olyan      | amely        | Olyan problémákat akar egyedül megoldani, amelyek több embert érintenek | « Il/Elle veut résoudre tout(e) seul(e) des questions qui concernent plusieurs personnes » (litt. « … de telles questions, qui … ») |
| olyan      | mint         | Egy olyan számítógépre lenne szükségem, mint az öné                     | « J’aurais besoin d’un ordinateur comme le vôtre »                                                                                  |
| akkora     | amekkora     | Akkora szobám van, amekkora a tiéd                                      | « J’ai une chambre aussi grande que la tienne »                                                                                     |
| akkora     | hogy         | Akkora szobám van, hogy táncolni lehet benne                            | « J’ai une chambre si grande, qu’on peut y danser »                                                                                 |

- de désignation, qui répond à la question melyik? « quel(le)(s) ? » (parmi plusieurs) :

| Antécédent | Subordonnant       | Exemple                                                           | Traduction |
| ---------- | ------------------ | ----------------------------------------------------------------- | --- |
| az         | pronom relatif     | Azok a rokonaim, akik szeretnek, mindig segítenek                 | « Ceux de mes parents qui m’aiment, m’aident toujours »                                                                 |
| az         | pronom relatif     | Ma este abban az étteremben vacsorázunk majd, amelyik a téren van | « Ce soir nous dînerons dans le restaurant qui est sur la place » (litt. « … dans ce restaurant-là qui … »)             |
| az         | pronom relatif     | 1990-ben kezdődik az a korszak, amelyről ma beszélni fogunk       | « C’est en 1990 que commence l’époque dont nous allons parler aujourd’hui » (litt. « … cette époque-là dont … »)        |
| az         | pronom relatif     | Gyönyörű az a kilátás, ami a Halászbástyáról nyílik Budapestre    | « Elle est splendide, la vue sur Budapest qui s’offre depuis le Bastion des pêcheurs » (litt. « … cette vue-là qui … ») |
| az         | adverbe pronominal | Ez az utca ahhoz a térhez vezet, ahol az egyetem található        | « Cette rue débouche sur la place où se trouve l’université » (litt. « … sur cette place-là où … »)                     |

- Subordonnée relative quantitative :

| Antécédent | Subordonnant | Exemple                                              | Traduction |
| ---------- | ------------ | ---------------------------------------------------- | --- |
| annyi      | hogy         | Annyi könyvet vett, hogy hónapokig lesz mit olvasnia | « Il/Elle a acheté tant de livres, qu’il/elle aura de quoi lire pendant des mois »                                                  |
| annyi      | ahány        | Annyi pohárra van szükségünk, ahányan leszünk        | « Nous avons besoin d’autant de verres que nous serons »                                                                            |
| annyi      | amennyi      | Annyi idő elég lesz, amennyi ebédig marad            | « Le temps qui reste jusqu’au déjeuner sera suffisant » (litt. « Tant de temps sera suffisant combien il reste jusqu’au déjeuner ») |

- Subordonnée relative possessive :

| Antécédent | Subordonnant | Exemple                                                      | Traduction |
| ---------- | ------------ | ------------------------------------------------------------ | --- |
| annak      | aki          | Annak az autójával voltunk, akit te nem szeretsz             | « Nous y sommes allé(e)s dans la voiture de celui que tu n’aimes pas »                                                                |
| annak      | hogy         | Mi volt a célja annak, hogy megrendezték ezt a konferenciát? | « Quel a été le but de l’organisation de cette conférence ? » (litt. « Quel a été le but de ce qu’on a organisé cette conférence ? ») |
| olyannak   | aki          | Olyannak a szavára adj, akiben bízol                         | « Écoute le conseil de quelqu’un en qui tu as confiance »                                                                             |

#### La subordonnée appositionnelle
Ce type de subordonnée relative complète l’apposition d’un type de mot nominal de la principale. Son antécédent est un pronom placé après le mot déterminé et accordé en cas et en nombre avec celui-ci. Son subordonnant est en général un pronom relatif, parfois la conjonction hogy. Exemples :
Add ide a könyvet, azt, amelyik az asztalon van « Passe-moi le livre, celui qui est sur la table » ;
Sajtot is veszek, annyit, amennyit csak akartok « J’achète du fromage aussi, tant que vous voulez » ;
Adj a szavára az embereknek, olyanoknak, akikben bízol « Écoute le conseil des gens, de ceux en qui tu as confiance » ;
Nagyon örülök a szép szavaknak, annak, hogy értékelik a munkánkat « Je me réjouis beaucoup des belles paroles, de ce que notre travail est apprécié ».

## Sources bibliographiques
- (hu) Balogh, Judit, A mellérendelő összetett mondatok [« Les phrases complexes à coordonation »], Keszler Borbála (dir.), Magyar grammatika [« Grammaire hongroise »], Budapest, Nemzeti Tankönyvkiadó, 2000,  (ISBN 963-19-2499-8), pp. 531–540
- (hu) Erdős, József (dir.), Küszöbszint. Magyar mint idegen nyelv [« Un niveau-seuil. Hongrois langue étrangère »], 2001 (consulté le 20 février 2017)
- (hu) Haader, Lea, Az alárendelő összetett mondatok általános kérdései [« Questions générales des phrases complexes à subordination »], Magyar Nyelvőr, n° 123, 1999 (consulté le 20 février 2017)
- (hu) P. Lakatos, Ilona (dir.), Grammatikai gyakorlókönyv (mintaelemzésekkel és segédanyagokkal) [« Exercices de grammaire (avec des analyses modèles et des matériaux auxiliaires) »], Budapest, Bölcsész Konzorcium, 2006 (consulté le 20 février 2017)
- Szende, Thomas et Kassai, Georges, Grammaire fondamentale du hongrois, Paris, Langues & Mondes – L’Asiathèque, 2001  (ISBN 2-911053-61-3)